# Georg Radziej
Georg Radziej (* 7. Januar 1895 in Peiskretscham; † 13. Mai 1972 in Frankfurt am Main) war ein deutscher Offizier, zuletzt Generalleutnant und Kommandeur der 169. Infanterie-Division während des Zweiten Weltkriegs.